# Andreas Goldschmidt

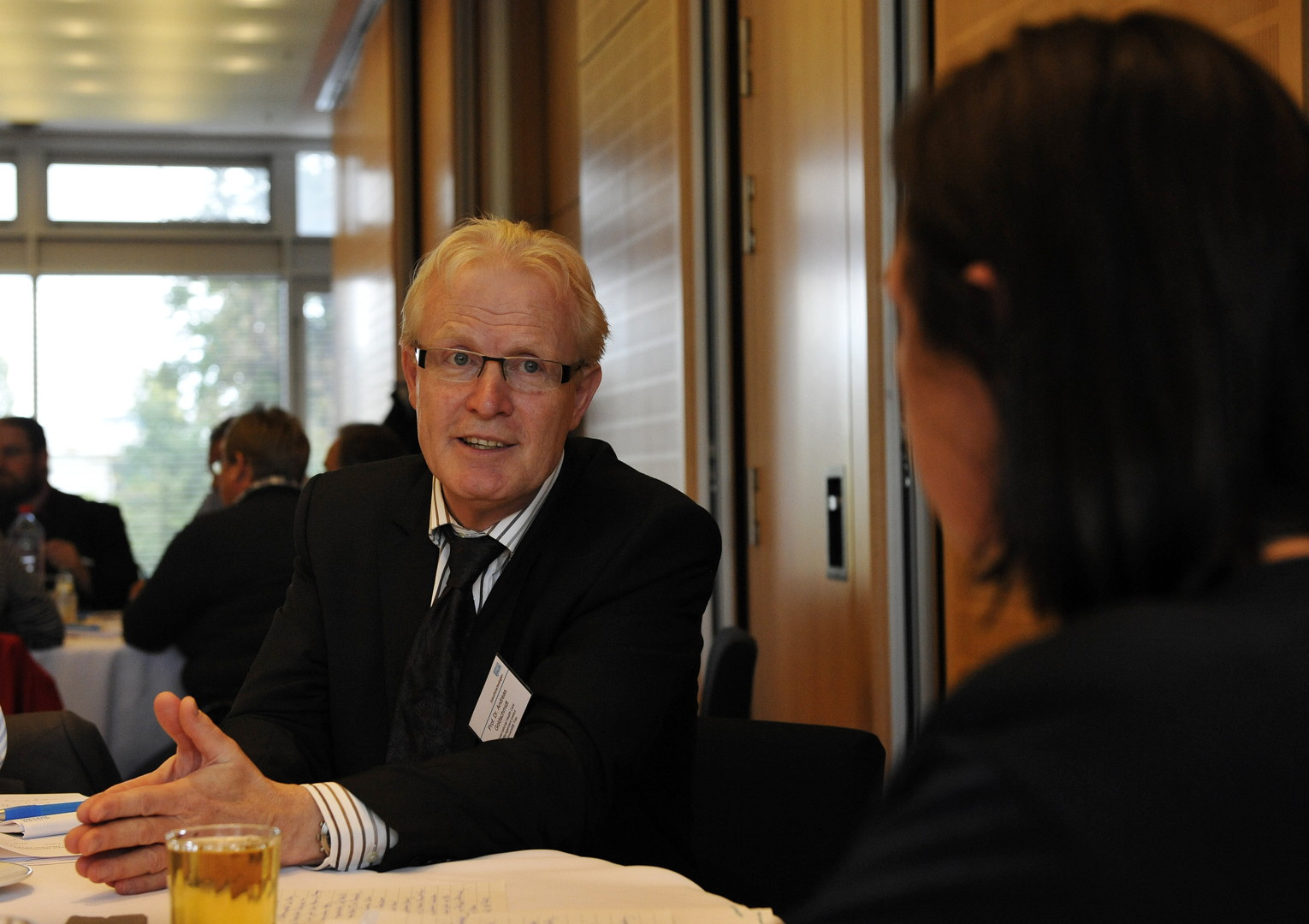
Andreas J. W. Goldschmidt, beim Bürgerdialog Hightech-Medizin des BMBF am 8. Oktober 2011 in Ingelheim/Rhein

Andreas J. W. Goldschmidt (* 2. November 1954 in Frankfurt am Main) ist ein deutscher Gesundheitswirtschafts- und Humanwissenschaftler. In seinen Forschungsarbeiten geht es vor allem um die Entwicklung der Gesundheitsversorgung und deren Evaluation unter sozialwirtschaftlichen Aspekten.

## Leben
Der Gesundheitsökonom, Medizininformatiker und Biostatistiker kam aus der Industrie als Quereinsteiger in die Medizin. Er wurde zusätzlich Arzt und ging nach Tätigkeiten in den Universitäten in Frankfurt/Main und Bonn mit studienbegleitenden Fort- und Weiterbildungsaufenthalten in Cambridge / GB, Cleveland / Ohio und Venedig als Vorstand in die private Wirtschaft zurück nach Luxemburg. Seit 2003 lehrt und forscht er im Bereich Gesundheitsmanagement und Logistik an der Universität Trier. Andreas Goldschmidt ist verheiratet und hat 2 Kinder.

## Wissenschaftliche Laufbahn
In seiner Doktorarbeit in der Biomathematik bei Klaus Abt suchte er nach rhythmischen Mustern bzw. statistischen Auffälligkeiten von Hirnströmen und gewann im Oktober 1988 – quasi als Nebenprodukt einer Eigenentwicklung zum grafischen Ausdruck seiner Ergebnisse – den Programmierpreis eines Computermagazins im Markt&Technik-Fachverlag. Er entwickelte in den 1990er-Jahren erste valide Methoden zum „Medizincontrolling“. Die Habilitationsschrift bei seinem Mentor Wolfgang Giere enthielt unter anderem wieder einen Beitrag zur Mustererkennung, hier aber zur visuellen Identifizierung von Krebserkrankungen, die als unterschiedliche Kreisverzerrungen dargestellt wurden. Die Ergebnisse wurden zur Republikation im internationalen Medizininformatik-Jahrbuch ausgewählt. Noch vor Verleihung der venia legendi für Medizinische Informatik und Biometrie durch die Goethe-Universität Frankfurt am Main erhielt er 1997 und 1998 jeweils einen Ruf an die Universitäten Halle und Bonn. In Bonn forschte er dann drei Jahre lang in den Bereichen Telemedizin und Gesundheitsmanagement und arbeitete in der Ethikkommission mit. Er erhielt 2003 einen Ruf an die Universität Trier und die venia legendi für Gesundheitsmanagement und Logistik. In den letzten Jahren seiner Forschungsarbeiten in Trier untersuchte er mit einem interdisziplinären Forscherteam und dem ideellen Netzwerk 'FnR' von Musikern für das Forschungsprojekt 'Musik statt Pille' die unterstützende Wirkung von Musik auf die Gesundheit. Seine Hypothesen dafür basierten auf seinen frühen Untersuchungen von Rhythmen der Gehirnströme. Er verfasste bis Stand 2017 ca. 180 Publikationen in seinen Forschungsschwerpunkten.

### Gesundheitspolitik, Institutionen, Ehrungen und Preise
Goldschmidt wurde 2003/2004 vom Bundesgesundheitsministerium in den Beirat zu Fragen der künftigen Telematikinfrastruktur und elektronischen Gesundheitskarte gewählt. Sein Gutachten zur initial erforderlichen, ausreichenden Akzeptanzbildung bei Patienten und Ärzten sah die heftigen Diskussionen zur Einführung der elektronischen Gesundheitskarte der folgenden 10 Jahre voraus, was anfangs aber von einigen Entscheidungsträgern unterschätzt wurde. Bei einer von der Fachzeitschrift „Die Gesundheitswirtschaft“ des Bibliomed-Verlages in den Jahren 2007 und 2008 durchgeführten Leserumfrage wählten die Leser auch zwei Universitätsprofessoren zu den „Top 20“ der deutschen Gesundheitswirtschaft: Andreas Goldschmidt aus Trier und Günter Neubauer aus München. Goldschmidt gewann 2008 zudem den 1. Platz beim Deutschen GenoAward des Genossenschaftsverbands für seine wissenschaftlichen Untersuchungen und Fortschritte bei der Optimierung von Gesundheitsorganisationen durch neue Prinzipien der Gesundheitslogistik für Patienten, Ärzte und sonstige Gesundheitsberufe. Für seine Forschungen und Konzepte zur Verbesserung einer wohnortnahen Gesundheitsversorgung „Gesundheitsregion Trier+“ wurde er gemeinsam mit beteiligten Kollegen u. a. seines Instituts vom Bundesministerium für Bildung und Forschung BMBF in 2008 und 2009 gefördert. 2012 wurde Goldschmidt in die Klasse „Social Sciences, Law and Economics“ der Europäischen Akademie der Wissenschaften und Künste aufgenommen. Er ist seit 2012 außerordentliches Mitglied im Fachgebiet „Pharmakoökonomie und Biostatistik“, der Arzneimittelkommission der deutschen Ärzteschaft (AkdÄ), Wissenschaftlicher Fachausschuss der Bundesärztekammer.

### Wissensförderung
Er setzt sich für die Förderung von Nachwuchsführungskräften in der Gesundheitswirtschaft ein. Im Auftrag der B. Braun Stiftung hat er dafür das seit 2006 alle 2 Jahre von dieser ausgeschriebene Mentoringprogramm entwickelt. Dieser Förderungsnahme hat sich als zweiter Partner im Jahre 2010 auch die Stiftung Careum in Zürich / Schweiz angeschlossen. Zur besseren Vernetzung aller Akteure in der Gesundheitsversorgung konzipierte er von 2007 bis 2014 den jährlichen Rhein-Main Zukunftskongress: „Krankenhaus und Partner“.

### Verantwortungsbereiche
Im Aufgabenbereich seiner Professur in Trier war er von 2003 bis zu seiner Abschiedsvorlesung im November 2017 geschäftsführender Leiter des Internationalen Health Care Management Instituts – IHCI – sowie Vorstandsvorsitzender des Zentrums für Gesundheitsökonomie – ZfG. Im Nebenamt war er seit 2006 zudem in der Studienleitung der Hessischen Verwaltungs- und Wirtschaftsakademie sowie der Hessischen Berufsakademie in Frankfurt/Main mit seiner Zweigakademie in Offenbach/Main verantwortlich. Seit Wintersemester 2017/2018 lehrt er noch im Gebiet "Gesundheits- und Medizinmanagement" an der privaten, gemeinnützigen FOM Hochschule für Ökonomie und Management in Frankfurt/Main und Essen, in der er auch Sprecher für Gesundheit und Soziales ist.

## Werke
- mit J. Hilbert (Hrsg.): Krankenhausmanagement mit Zukunft – Orientierungswissen und Anregungen von Experten. kma Medien im Georg Thieme Verlag, Stuttgart 2011, ISBN 978-3-13-161231-1.

- mit J. Hilbert (Hrsg.): Gesundheitswirtschaft in Deutschland. Die Zukunftsbranche. (Gesundheitswirtschaft und Management, Band 1). Wikom-Verlag, Wegscheid 2009, ISBN 978-3-9812646-0-9.

- mit M. Kalbitzer und J. Eckhardt (Hrsg.): Praxishandbuch Medizincontrolling. Economica, Heidelberg 2005, ISBN 3-87081-330-X.

- mit M. Beck, A. Greulich, M. Kalbitzer, R. Schmidt und G. Thiele (Hrsg.): Management Handbuch DRGs. 1. Auflage. Economica, Heidelberg 2003, ISBN 3-87081-300-8.

- mit C. Ohmann, H. U. Prokosch, J. Stausberg und H. Sippel (Hrsg.): Herausforderungen in der Informationsverarbeitung an den Universitätskliniken des Landes Nordrhein-Westfalen. Bericht 3.-6. Workshop. Shaker, Aachen / Maastricht 1999, ISBN 3-8265-4554-0.

- als Hrsg.: Medizinische Statistik. Klinische Forschung: Von der Idee zum Ergebnis. Springer-Verlag, Berlin u. a. 1996, ISBN 3-540-60053-1.

- mit P. G. Fabricius und J. E. Altwein: Prostatakarzinom. Neue Aspekte der endokrinen Therapie. Georg Thieme Verlag, Stuttgart 1992, ISBN 3-13-786701-0.